# Бальвано
Бальвано (італ. Balvano) — муніципалітет в Італії, у регіоні Базиліката, провінція Потенца.
Бальвано розташоване на відстані близько 290 км на південний схід від Рима, 24 км на захід від Потенци.
Населення — 1842 особи (2014).
Щорічний фестиваль відбувається 13 червня. Покровитель — S. Antonio.

## Демографія
Населення за роками:

Станом на 1 січня 2023 року в муніципалітеті офіційно проживали 52 іноземці з 17 країн, серед них 13 громадян країн Євросоюзу та 2 громадяни України.

## Сусідні муніципалітети
- Бараджано
- Белла
- Муро-Лукано
- Пічерно
- Ричильяно
- Романьяно-аль-Монте
- В'єтрі-ді-Потенца